# 11604 Новіград
11604 Новіград (11604 Novigrad) — астероїд головного поясу, відкритий 21 жовтня 1995 року.
Тіссеранів параметр щодо Юпітера — 3,241.